# Estación de Astorga
Estación de Astorga vasútállomás Spanyolországban, Astorga településen.

## Vasútvonalak
Az állomást az alábbi vasútvonalak érintik:
- León-A Coruña-vasútvonal
- Plasencia-Astorga-vasútvonal

## Kapcsolódó állomások
A vasútállomáshoz az alábbi állomások vannak a legközelebb:
- Estación de Vega-Magaz
- Astorga-Clasificación train station